# Setodes atiloma
Setodes atiloma är en nattsländeart som beskrevs av Schmid 1987. Setodes atiloma ingår i släktet Setodes och familjen långhornssländor. Inga underarter finns listade i Catalogue of Life.